# Mladen Koščak
Mladen Koščak, né le 16 octobre 1936 à Zagreb et mort le 3 août 1997 à Zagreb, est un footballeur international yougoslave. Il évoluait au poste de défenseur.

## Biographie

### En club
Mladen Koščak est joueur du Dinamo Zagreb de 1955 à 1963,,.
Il est sacré Champion de Yougoslavie en 1958.
Avec le Dinamo, il remporte également deux coupes nationales en 1960 et en 1963.
En compétitions européennes, il dispute 4 matchs de Coupe des villes de foires et 2 matchs de Coupe des clubs champions sans inscrire de but.

### En équipe nationale
International yougoslave, il reçoit 4 sélections pour aucun but marqué en équipe de Yougoslavie en 1956,.
Il débute en sélection lors des Jeux olympiques de 1956. Il joue dispute trois rencontres durant le tournoi dont la finale perdue contre l'Union soviétique.
Son dernier match en sélection a lieu le 23 décembre 1956 contre l'Indonésie (victoire 5-1 à Jakarta) en amical.

## Palmarès
| Dinamo Zagreb - Championnat de Yougoslavie (1) : - Champion : 1957-58. - Coupe de Yougoslavie (2) : - Vainqueur : 1959-60 et 1962-63. |  | Yougoslavie - Jeux olympiques : - Argent : 1956. |